# Markus Hesselholdt
Markus Hesselholdt (født 21. juli 2004) er en dansk futsalspiller. Han fik debut for futsallandsholdet i en testkamp mod Argentina, der blev spillet 17. september 2023, med resultatet 5-5. Kampen blev spillet i Rabat, Marokko.
Til daglig spiller Markus Hesseholdt i den danske futsalliga for Albertslund IF.